# Daveigh Chase
Daveigh Chase (ur. 24 lipca 1990 w Las Vegas) – amerykańska aktorka.

## Życiorys
Jest córką Johna Schwalliera i Cathy Chase. Zanim przeniosła się do Los Angeles, by podjąć pracę aktorki, mieszkała w Albany (Oregon). Ma młodszą siostrę, Rose.

## Filmografia
- Siła wyobraźni (Her Married Lover, 1999) jako wnuczka
- Michael Landon, the Father I Knew (1999) jako Shawna Landon
- Silence (2000) jako Rachel Pressman
- Tak, kochanie (Yes, Dear, 2000) jako Brooke (gościnnie)
- Robbers (2000) jako córka dentysty
- From Where I Sit (2000) jako Anna
- Edgar MaCobb Presents (2000) jako Sally
- Żarty na bok (That's Life, 2000-2002) jako Mary-Ellen (gościnnie)
- Say Uncle (2001) jako Lucy Janik
- Donnie Darko (2001) jako Samantha Darko
- A.I. Sztuczna inteligencja (Artificial Intelligence: AI, 2001) jako śpiewająca dziewczynka
- Spirited Away: W krainie bogów (Sen to Chihiro no kamikakushi, 2001) jako Chihiro / Sen (ang.) (głos)
- Szczury (The Rats, 2002) jako Amy Costello
- Lilo i Stich (Lilo and Stitch, 2002) jako Lilo (głos)
- Fillmore na tropie (Fillmore!, 2002−2004) jako Joyce Summitt/Inne charaktery (głos)
- The Ring (The Ring, 2002) jako Samara Morgan
- Stich: Misja (Stitch! The Movie, 2003) jako Lilo (głos)
- Haunted Lighthouse (2003) jako Annabel
- Dowody zbrodni (Cold Case, 2003) jako Ariel Shuman w 1990 (gościnnie)
- Oliver i przyjaciele (Oliver Beene, 2003−2004) jako Joyce
- Carolina (2003) jako młoda Georgia Mirabeau
- Silence (2003) jako Rachel Pressman
- Beethoven 5 (Beethoven's 5th, 2003) jako Sara Newton
- Donnie Darko: Production Diary (2004) jako ona sama
- The Ring 2 (The Ring Two, 2005) jako Samara (zdjęcia archiwalne)
- The Boondocks (2005) jako (głos)
- Trzy na jednego (Big Love, 2006)
- S. Darko  (2009) jako Samantha Darko
- Zabójcza namiętność (Killer Crush aka Girl Obsessed, 2015) jako Paige York; film TV